# St Allen
 (septembre 2023).
St Allen est une paroisse civile des Cornouailles, en Angleterre.